# John Garamendi

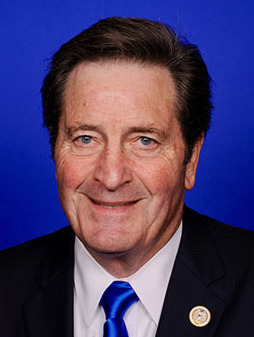
John Garamendi (2018)

John Raymond Garamendi (* 24. Januar 1945 in Camp Blanding, Clay County, Florida) ist ein US-amerikanischer Politiker der Demokratischen Partei. Von 2007 bis 2009 war er Vizegouverneur von Kalifornien. Von 2009 bis 2023 vertrat er den dritten Distrikt des Bundesstaates Kalifornien im US-Repräsentantenhaus, seit 2023 den achten Distrikt.

## Werdegang
John Garamendi wuchs in Mokelumne Hill (Kalifornien) auf und studierte später an der University of California in Berkeley, wo er 1966 einen Bachelor of Arts erlangte. In dieser Zeit war er auch Footballspieler und Ringer. Von 1966 bis 1968 arbeitete er für das Friedenscorps in Äthiopien. Daran schloss sich ein Studium an der Harvard University an. Dort schloss er 1970 mit einem Master of Business Administration ab. In den folgenden Jahren war Garamendi privater Geschäftsmann und Rancher.
John Garamendi ist verheiratet und lebt mit seiner Frau Patti in Walnut Grove (Kalifornien). Das Paar hat sechs Kinder.

## Politische Karriere
Er begann als Mitglied der Demokratischen Partei eine politische Laufbahn. In den Jahren 1974 bis 1976 saß er als Abgeordneter in der California State Assembly. Von 1976 bis 1990 gehörte er dem Senat von Kalifornien an.
Von 1991 bis 1994 sowie nochmals in den Jahren 2002 bis 2006 war Garamendi Versicherungsbeauftragter der kalifornischen Staatsregierung. Von 1995 bis 1998 war er stellvertretender US-Innenminister. Im November 2006 wurde er von der Demokratischen Partei als Kandidat für das Amt des Vizegouverneurs von Kalifornien nominiert und setzte sich gegen den Republikaner Tom McClintock durch. Damit wurde er am 8. Januar 2007 Stellvertreter des im Amt bestätigten republikanischen Gouverneurs Arnold Schwarzenegger.
Nach dem Rücktritt der Kongressabgeordneten Ellen Tauscher wurde Garamendi bei der Nachwahl für den zehnten Kongresswahlbezirk von Kalifornien als deren Nachfolger gewählt. Er trat sein Mandat am 3. November 2009 an. Er siegte mit 52,8 % gegen David Harmer von der Republikanischen Partei, Jeremy Cloward von der Green Party, Mary McIlroy von der Peace and Freedom sowie Jerome Denham von der American Independent Party. 
Vom Amt des Vizegouverneurs trat er zurück, woraufhin Gouverneur Schwarzenegger mit Zustimmung der State Legislature den Republikaner Abel Maldonado zum neuen Vizegouverneur ernannte.
Nachdem Garamendi bei alle folgenden Wahlen bestätigt wurde, übt er sein Mandat bis heute aus. Er wurde stets mit mehr als 52 % der Stimmen wiedergewählt. Sein bestes Ergebnis erzielte er bei den Wahlen 2022 mit 74,5 %, und das schlechteste Wiederwahlergebnis hatte er im Jahr 2014 mit 52,7 Prozent der Stimmen.
Die offene Primary (Vorwahl) für die Wahlen 2022, nunmehr für den achten Wahlbezirk, gewann er am 7. Juni mit 63,2 % klar. Er trat dadurch am 8. November 2022 gegen Rudy Recile von der Republikanischen Partei an. Er konnte diese Wahl mit 74,5 % der Stimmen deutlich für sich entscheiden und war dadurch auch im Repräsentantenhaus des 118. Kongresses vertreten. In der offenen Vorwahl 2024 waren Garamendi und Recile die beiden einzigen Kandidaten, die damit erneut für die Hauptwahl qualifizierten. Garamendi entschied die Wahl zum 119. Kongress mit 74 % für sich.

### Ausschüsse
Garamendi ist aktuell Mitglied in folgenden Ausschüssen des Repräsentantenhauses:
- Committee on Armed Services
  - Readiness
  - Seapower and Projection Forces
  - Strategic Forces
- Committee on Transportation and Infrastructure
  - Coast Guard and Maritime Transportation
  - Economic Development, Public Buildings, and Emergency Management
  - Highways and Transit
  - Water Resources and Environment

Zuvor war auch Mitglied im Committee on Agriculture, dem Committee on Science, Space, and Technology und im Committee on Natural Resources. Er ist außerdem Mitglied im Congressional Progressive Caucus sowie über 35 weiterer Caucuses.